# Cartes postales (roman)
Pour les articles homonymes, voir Carte postale (homonymie).
Cartes postales (titre original : Postcards) est un roman de l'écrivain américain Annie Proulx paru en 1992, traduit en français par Anne Damour et publié aux éditions Rivages en 1999. Le livre est récompensé par le PEN/Faulkner Award.